# Earl of Belvidere

Wappen der Earls of Belvidere

Earl of Belvidere (auch Belvedere), of Belvidere in the County of Westmeath, war ein erblicher britischer Adelstitel in der Peerage of Ireland.
Der Titel wurde am 29. November 1756 für den ehemaligen irischen Unterhausabgeordneten Robert Rochfort, 1. Viscount Belfield, geschaffen.
Ihm waren bereits am 16. März 1738 der Titel Baron Belfield, of Belfield in the County of Westmeath, und am 5. Oktober 1751 der Titel Viscount Belfield, of Belfield in the County of Westmeath, verliehen worden. Beide Titel gehörten ebenfalls zur Peerage of Ireland und waren dem Earlstitel fortan nachgeordnet.
Alle drei Titel erloschen beim Tod seines ältesten Sohnes, des 2. Earls, am 13. Mai 1814.

## Liste der Earls of Belvidere (1756)
- Robert Rochfort, 1. Earl of Belvidere (1708–1774)
- George Rochfort, 2. Earl of Belvidere (1738–1814)